# Sommet entre la Corée du Nord et les États-Unis à Singapour en 2018
Le sommet entre la Corée du Nord et les États-Unis à Singapour consiste en la rencontre entre Donald Trump et Kim Jong-un (Corée du Nord : chosŏn’gŭl: 조미 수뇌상봉, hanja: 朝美 首腦相逢; Corée du Sud : hangeul: 북미 정상회담, hanja: 北美 頂上會談), respectivement président des États-Unis et dirigeant suprême de la Corée du Nord. Il s'agit d'un sommet politique entre les deux chefs d’États qui a lieu à Singapour le 12 juin 2018.

## Contexte
Début mars 2018, plusieurs polémiques et escalades verbales dans les relations entre la Corée du Nord et les États-Unis font craindre un conflit nucléaire entre les deux pays. Cependant, à la surprise générale, le leader nord-coréen propose au président américain une rencontre où seraient notamment négociés les différends liés à la nucléarisation militaire nord-coréenne. Donald Trump accepte l'invitation. La rencontre est prévue pour le 12 juin 2018 à Singapour, mais elle est annulée par Trump en mai en raison du retour de la rhétorique belliqueuse de la Corée du Nord et du rejet par le gouvernement nord-coréen des demandes de dénucléarisation formulées par l'administration américaine. Quelques jours plus tard à la suite d'une déclaration de conciliation de la Corée du Nord, la rencontre est maintenue comme prévu.
Le 26 mai, Kim Jong-un procède à un important remaniement à la tête de l’armée nord-coréenne dans la perspective de cette rencontre. Ce changement est présenté par le régime comme la manifestation de « la dynamique d’apaisement avec les États-Unis et de sa volonté de renoncer, à terme, à sa force de dissuasion nucléaire ». Le 1er juin, Donald Trump reçoit dans le bureau ovale de la Maison-Blanche, le général Kim Yong-chol qui lui remet une lettre du dirigeant nord-coréen. Cette rencontre fait suite aux deux entretiens à Pyongyang entre Kim Jong Un et le secrétaire d’État Mike Pompeo qui a reçu à son tour  à New York le général Kim dans le cadre des préparations pour ce sommet.
Le 7 juin, lors d'une conférence de presse avec le Premier ministre japonais Shinzō Abe à Washington, le président Trump a annoncé être prêt « à inviter le dirigeant nord-coréen Kim Jong-un aux États-Unis et même à la Maison-Blanche, si les négociations au sommet se déroulent bien », tout en précisant qu'il quittera les discussions « si nécessaire ». Il a également déclaré qu'il « s'attendait à une normalisation des relations avec la Corée du Nord, si le régime accepte un accord qui réponde aux attentes des États-Unis ».

## Organisation du sommet

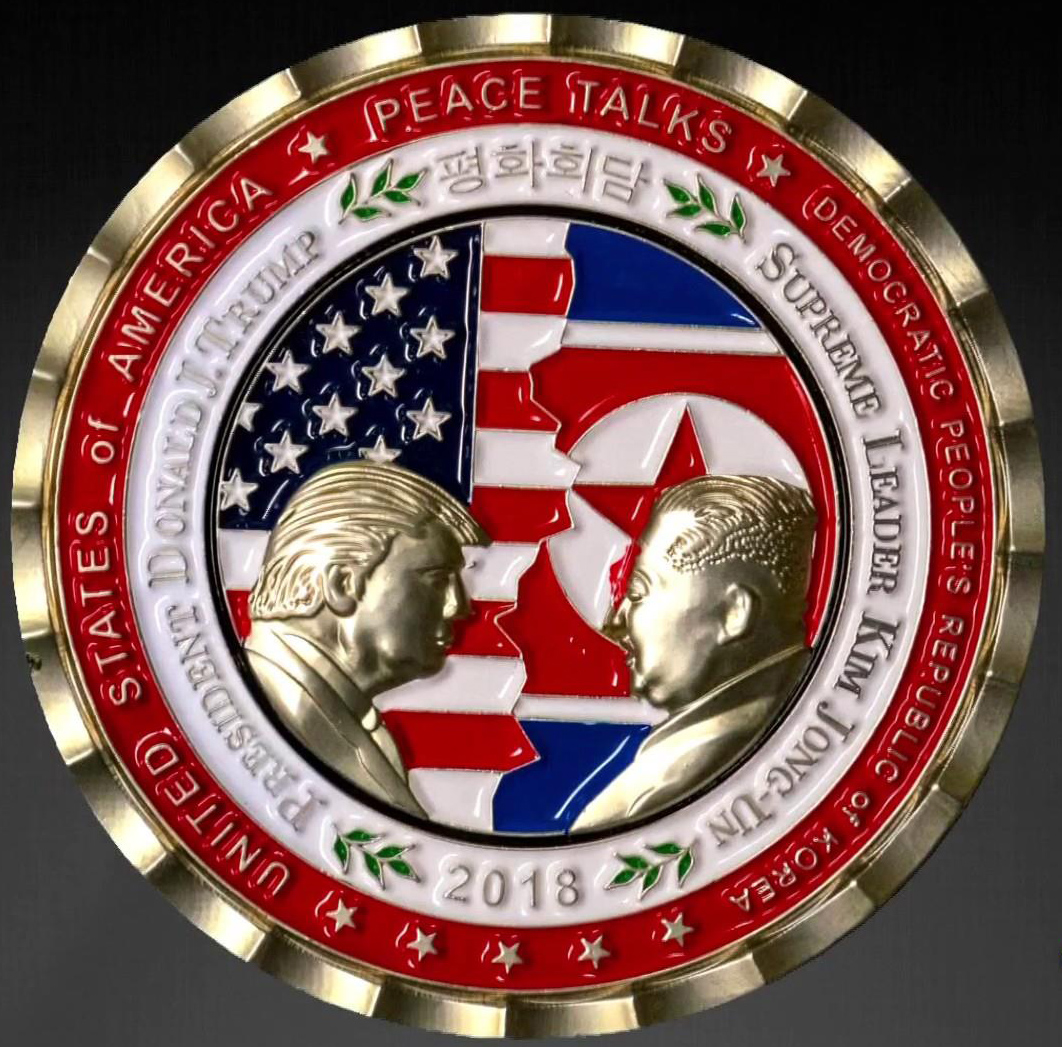
Pièce américaine commémorative de la rencontre.

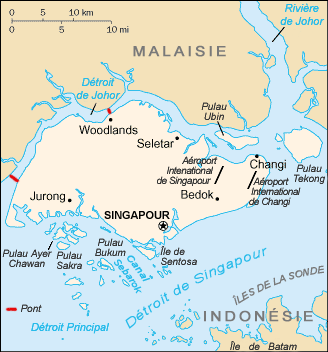
Carte de Singapour.

Le lieu retenu pour ce sommet est un hôtel de luxe, l'hôtel Capella, sur l'île de Sentosa. 
Cependant, les délégations logeront chacune dans deux autres hôtels de luxe : le St Regis pour les Nord-coréens qui ne payent pas les frais et le Shangri-La pour les Américains.
L' Organisation de l'aviation civile internationale (OACI) et la Federal Aviation Administration  américaine (FAA), ont annoncé que « l'espace aérien au-dessus de Singapour sera temporairement interdit les 11, 12 et 13 juin » et que « tous les avions arrivant à l'aéroport Changi de Singapour devront réduire leur vitesse et faire face à certaines restrictions sur l'utilisation des pistes pour des raisons de sécurité nationale ».

## Tenue et déroulement

### Avant le sommet

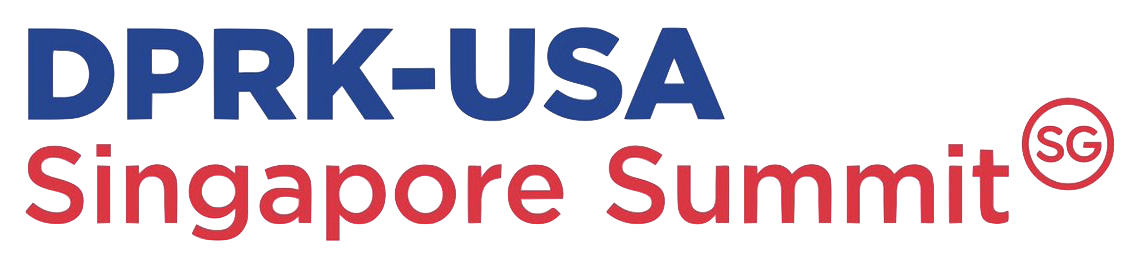
Logo du sommet utilisé par Singapour

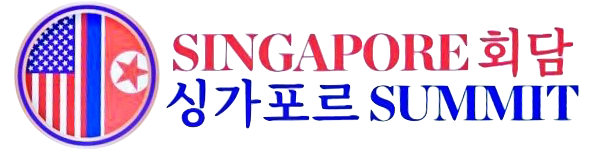
Logo du sommet utilisé par les États-Unis

#### Donald Trump
La tenue de ce sommet se déroule trois jours après le sommet du G7 pour le président américain Donald Trump. Il atterrit à bord d'Air Force One sur la base aérienne de Paya Lebar le 10 juin à 20 h 21 (UTC+08:00), 36 heures environ avant le début du sommet. 

#### Kim Jong-un
Kim Jong-un atterrit le premier à l'aéroport de Singapour-Changi le 10 juin à bord d'un avion Boeing 747 d'Air China. S'ensuit une rencontre avec le Premier ministre de Singapour, Lee Hsien Loong, avant ladite rencontre avec le président américain deux jours plus tard. Le lendemain, le dirigeant suprême se promène dans le centre de Singapour en compagnie de sa sœur Kim Yo-jong. Ils visitent le parc Gardens by the Bay, le complexe hôtelier Marina Bay Sands et l'Helix Bridge en compagnie de la ministre des Affaires étrangères de Singapour, Vivian Balakrishnan et du ministre de l'Éducation, Ong Ye Kung,.

### Pendant le sommet
La rencontre entre les deux hauts dirigeants a lieu à 9 heures (UTC+08:00).

#### Délégations
Ci-après les délégations en présence :
 Corée du Nord
- Participants directement aux réunions bilatérales
  - Kim Jong-un, président de la Commission des affaires de l'État
  - Ri Yong-ho, ministre des Affaires étrangères
  - Kim Yong-chol, vice-président du Parti du travail de Corée
  - Ri Su-yong, vice-président du Parti du travail de Corée
- Autres délégués
  - No Kwang-chol, ministre des Forces armées du peuple
  - Choe Son-hui, vice-ministre des Affaires étrangères
  - Kim Yo-jong, sœur cadette de Kim Jong-un et directrice du département de la Propagande et de l'Agitation du Parti du travail de Corée

 États-Unis
- Participants directement aux réunions bilatérales
  - Donald Trump, président
  - Mike Pompeo, secrétaire d'État
  - John F. Kelly, chef de cabinet de la Maison-Blanche
  - John R. Bolton, conseiller à la sécurité nationale
- Autres délégués
  - Randall Schriver[15],
  - Sarah Huckabee Sanders, porte-parole de la Maison-Blanche
  - Stephen Miller, haut conseiller du président des États-Unis
  - Mira Ricardel
  - Sarah Tinsley
  - Matthew Pottinger
  - Brenan Richards
  - Allison Hooker
  - Andrew Kim[16], directeur de la CIA du Korea Mission Center
  - Sung Kim[16], ambassadeur en poste aux Philippines
  - P. Michael McKinley[15], ambassadeur en poste au Brésil
  - Stephanie Syptak-Ramnath[15], ambassadrice en poste à Singapour
  - Melissa Brown[15], conseillère économique et des affaires politiques à l'ambassade de Singapour

## Conséquences
À l'occasion de ce sommet, les deux dirigeants signent une déclaration conjointe intitulée « Joint Statement of President Donald J. Trump of the United States of America and Chairman Kim Jong Un of the Democratic People’s Republic of Korea at the Singapore Summit » (« Déclaration commune du Président Donald J. Trump des États-Unis d'Amérique et le Dirigeant Kim Jong Un de la république populaire démocratique de Corée au Sommet de Singapour »), accord que Trump décrit comme « très important » et « complet ». À travers le document les deux homologues ont déclaré ce qui suit :
1. Les États-Unis et la RPDC s'engagent à établir de nouvelles relations respectives conformément au désir des peuples des deux pays de paix et de prospérité.
2. Les États-Unis et la RPDC se joindront à leurs efforts pour établir un régime de paix durable et stable dans la péninsule coréenne.
3. Réaffirmant la Déclaration de Panmunjeom du 27 avril 2018, la RPDC s'engage à travailler à la dénucléarisation complète de la péninsule coréenne.
4. Les États-Unis et la RPDC s'engagent à récupérer les corps des prisonniers de guerre et disparus au combat, y compris le rapatriement immédiat de ceux déjà identifiés.

S'ajoutant aux dispositions émunérées ci-dessus, la déclaration commune mentionne également l'engagement de Trump à fournir en retour des garanties de sécurité à la Corée du Nord.

## Réactions

### Réactions de la presse
Aux États-Unis, le Wall Street Journal considère que la rencontre apporte peu d'avancées concrètes.
En Chine, il faut attendre les résultats et le retrait, ou non, de la présence militaire des États-Unis (en particulier le parapluie antimissile THAAD), selon Chen Fengjun, professeur à l’Institut de relations internationales de l’université de Pékin.
Au Japon, Yoshihide Suga, secrétaire général du Cabinet du Premier ministre, considère que « le Japon est déterminé à régler la question des rapts [de citoyens japonais] par la Corée du Nord, lors de discussions entre le Premier ministre Shinzo Abe et le dirigeant nord-coréen Kim Jong-un » selon le Mainichi Shinbun. Un professeur de l’université de Keio à Tokyo se demande si « la population américaine approuve le fait que tant d’argent ait été dépensé pour l’organisation d’une rencontre débouchant sur si peu de résultats ».
En Italie, le journal Il Sole 24 Ore considère que Trump confère une plus grande stature internationale à Kim qu'à ses alliés.
Au Royaume-Uni dans le Daily Telegraph, Tim Stanley considère que « Kim apparaît en vainqueur du sommet ».
En Russie, le journal Kommersant considère le résultat présenté comme faible et inconsistant.

### Réactions internationales

#### Russie
Sergueï Lavrov, responsable de la diplomatie russe, qualifie cet événement de « positif ».

#### France
En France, Benjamin Griveaux porte-parole du gouvernement considère qu'il s'agit d'un « événement significatif ».
Le document signé par Donald Trump et Kim Jong-un est un « pas significatif », a salué Nathalie Loiseau, la ministre française des Affaires européennes, doutant cependant « que tout ait été atteint en quelques heures » et regrettant le double standard appliqué par Washington au détriment de l'accord sur le nucléaire iranien.

#### Japon
Shinzo Abe à Tokyo considère qu'il s'agit d'un premier pas.

#### Nations Unies
António Guterres, le secrétaire général de l'ONU a considéré qu'il s'agit d'une « étape importante »,.

#### Dalaï-lama
Le dalaï-lama s'est réjoui de l'accord, déclarant : « Je suis fermement convaincu que le dialogue est le seul moyen de résoudre les problèmes, que ce soit entre des individus ou des nations », ajoutant qu'« en tant que défenseur déclaré de la démilitarisation à travers le monde et de l'élimination complète des armes nucléaires, je me félicite de ce sommet historique pour assurer une paix durable dans la péninsule coréenne ».

## Galerie

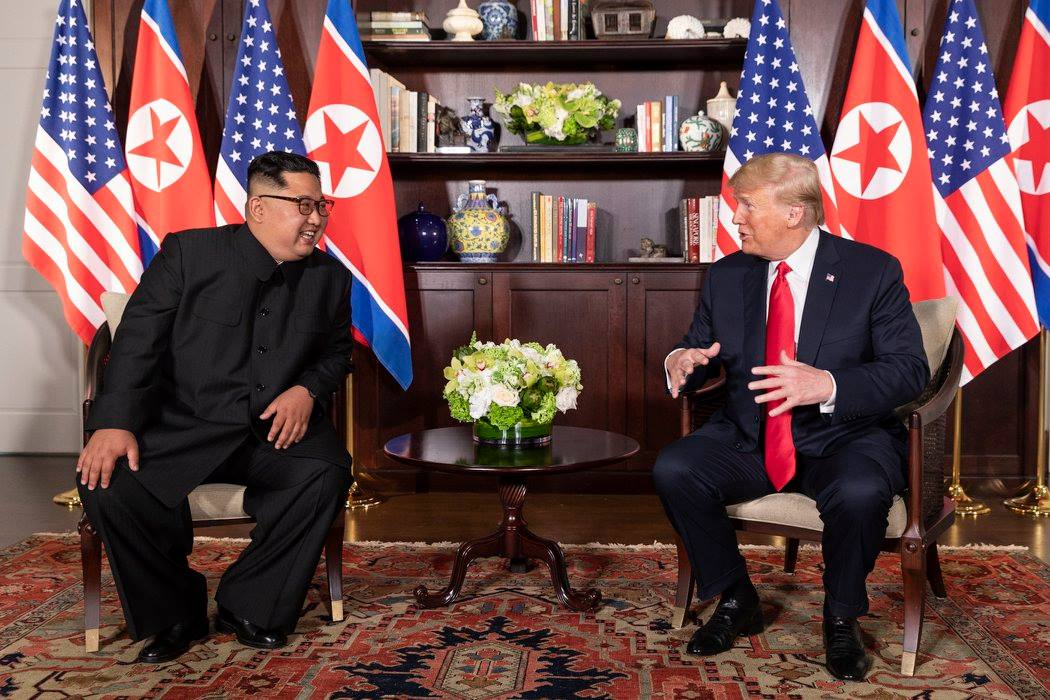
Discussion entre Kim Jong-un et Donald Trump.
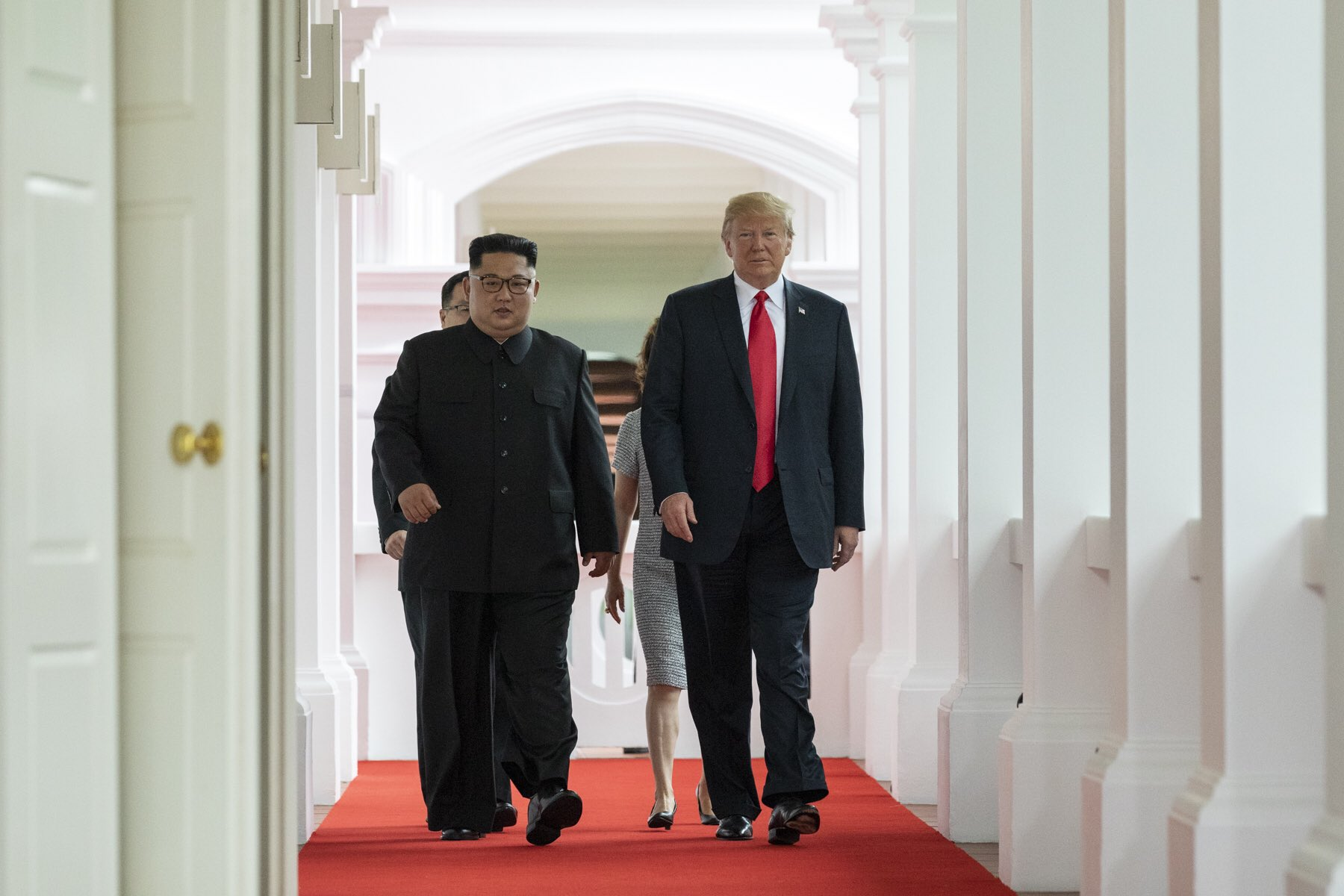
Kim Jong-un et Donald Trump marchant vers la salle du sommet.
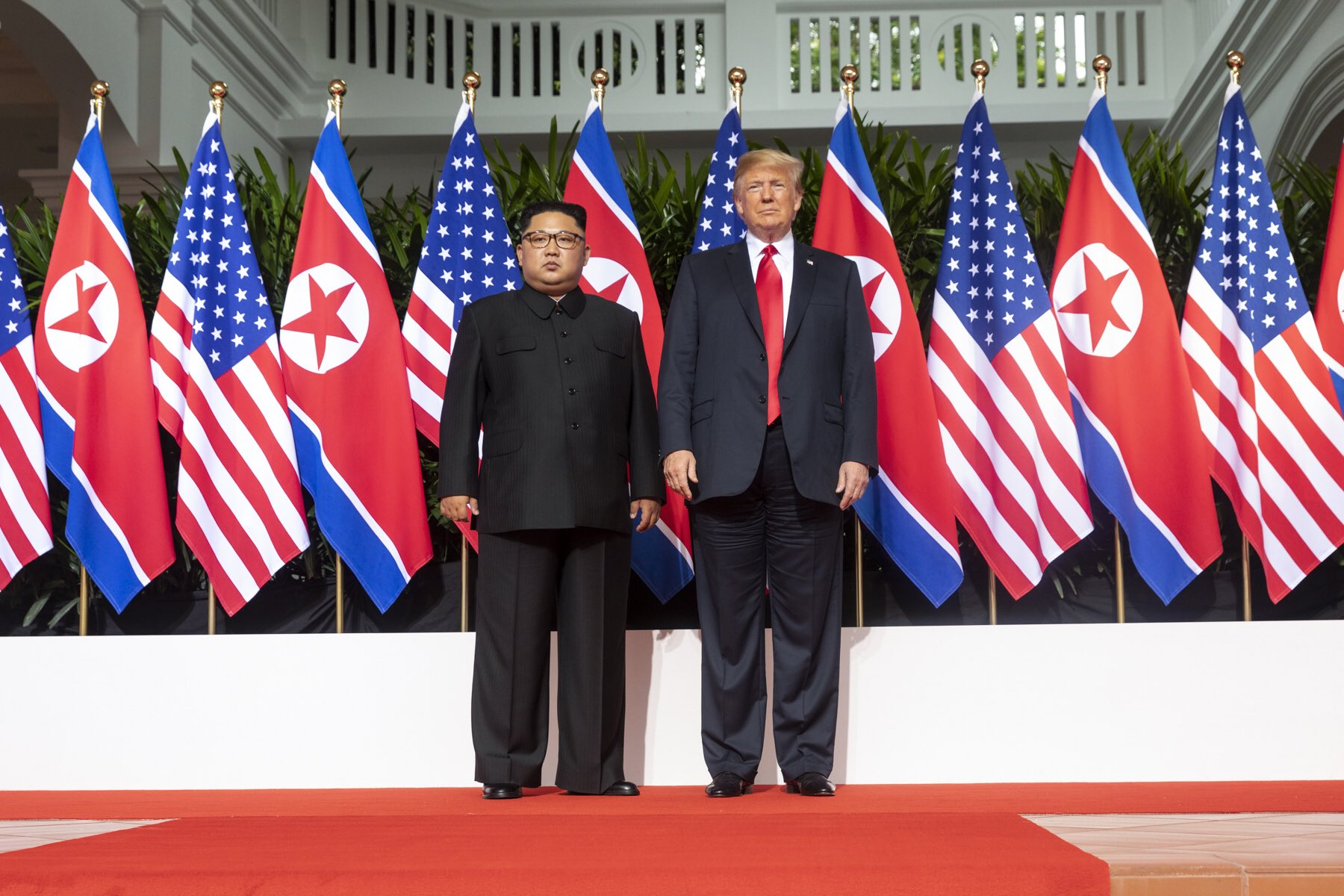
Kim Jong-un et Donald Trump côte à côte sur le tapis rouge.
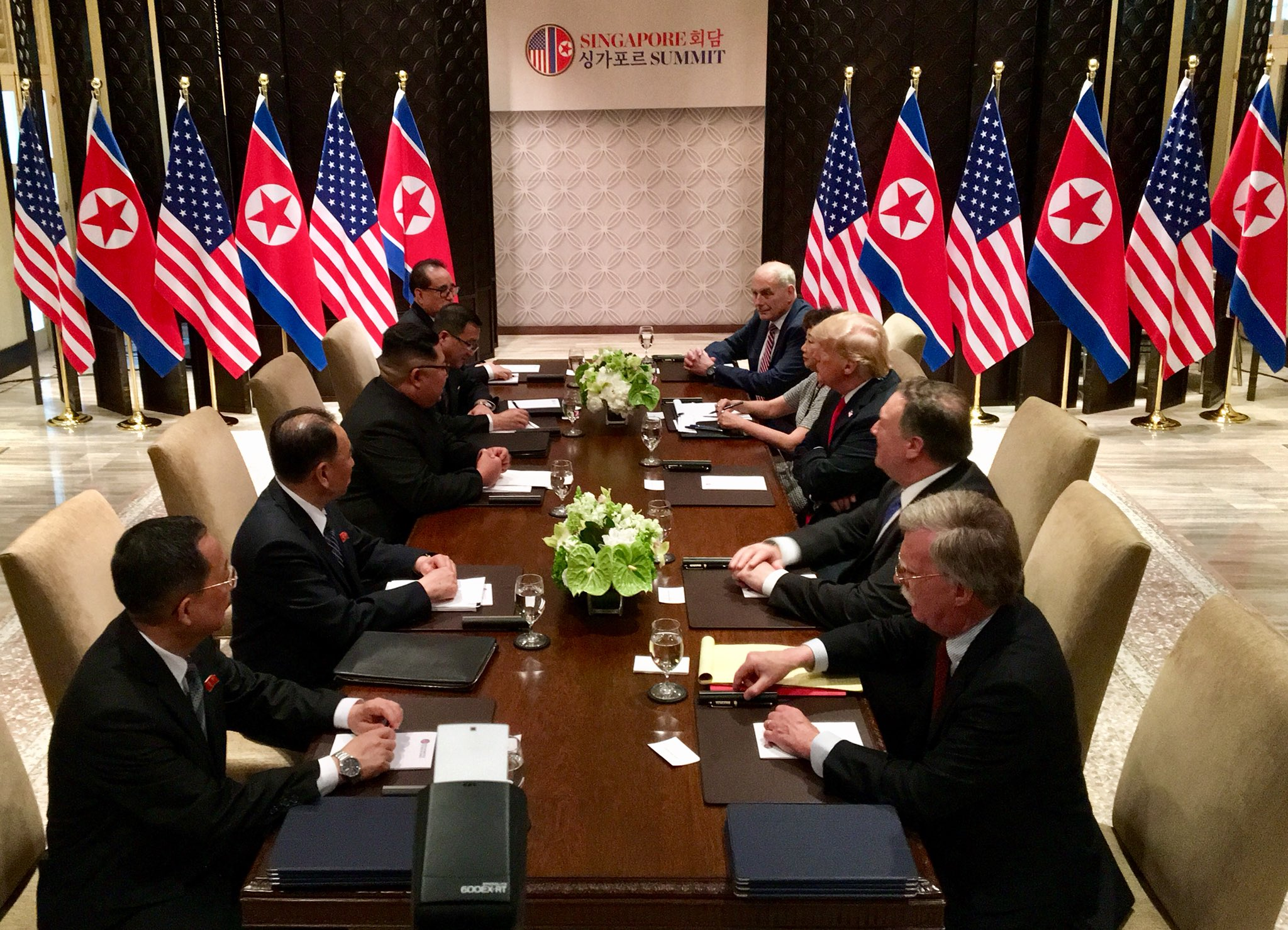
Réunion bilatérale des États-Unis et de la Corée du Nord avec les délégations respectives.
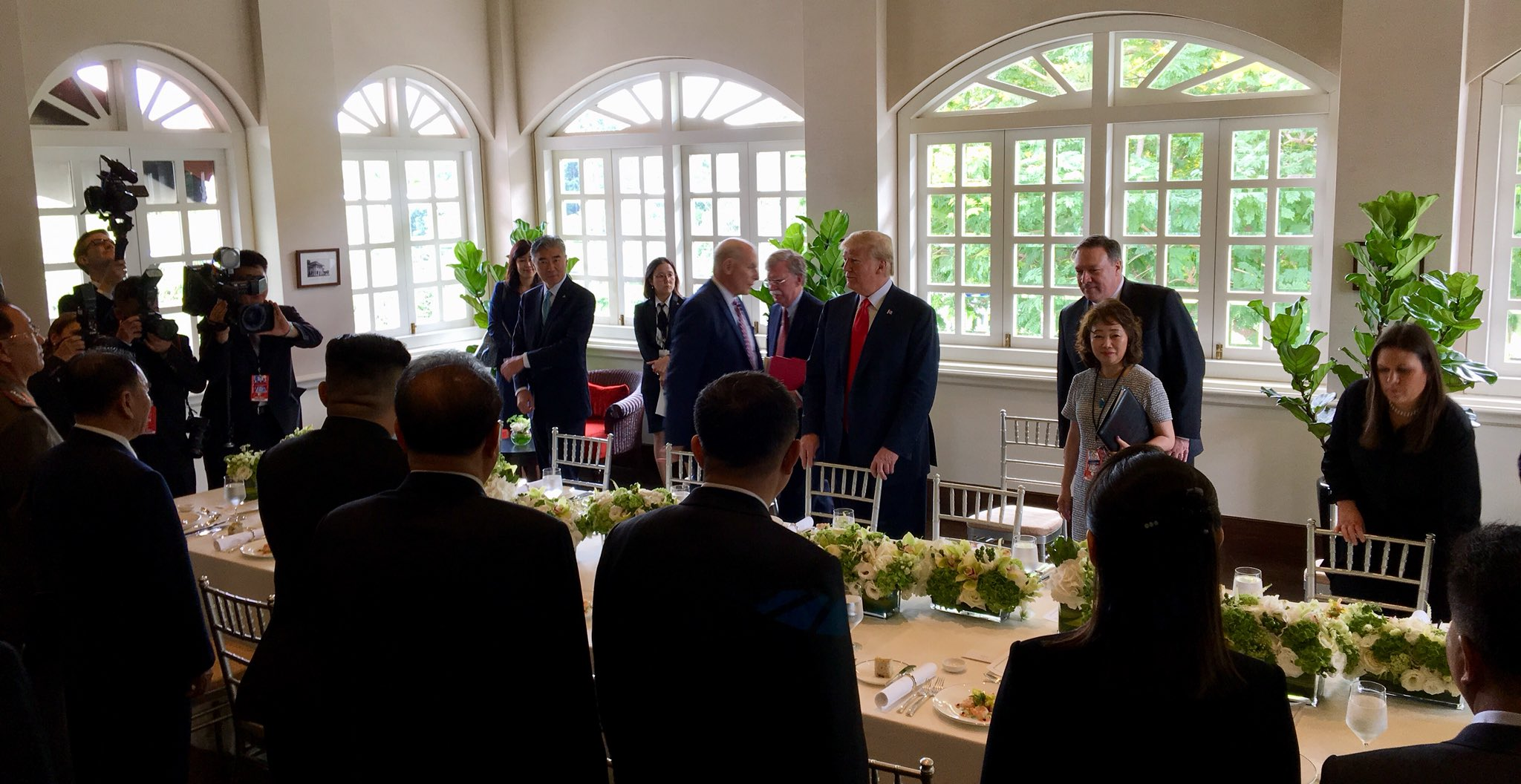
Déjeuner de travail.